# Suite de danses (Bartók)
Pour l’article homonyme, voir Suite de danses.
La Suite de danses (hongrois : Táncszvit), Sz. 77, BB 86a, est une suite orchestrale composée en 1923 par le compositeur hongrois Béla Bartók.
Pour célébrer le cinquantenaire de l'union de Buda, Pest et Óbuda, trois compositeurs sont invités à écrire une œuvre originale qui sera créée lors d'un concert, le 19 novembre 1923. Ernő Dohnányi écrit une Ouverture de festival, Zoltán Kodály le Psalmus Hungaricus, et Bartók une Suite de danses créée par Ernő Dohnány.
À rebours du nationalisme affiché de l'événement, Bartók nourrit son œuvre aussi bien des musiques roumaine et arabe que du folklore hongrois, célébrant la fraternité entre les peuples dans cette suite. 
Il use de la forme rondo : une ritournelle unit les cinq danses entre elles, à l'exception de la troisième et de la quatrième qui s'enchaînent. Un finale s'ajoute aux cinq danses comme conclusion récapitulative.
Cette œuvre eut un grand succès, fut reprise par plusieurs orchestres et assura la renommée de Bartók en dehors des frontières de la Hongrie. Elle est vue comme un exemple particulièrement réussi de création d'un folklore imaginaire.

## Structure de l'œuvre
1. Moderato
2. Allegro molto
3. Allegro vivace
4. Molto tranquillo
5. Comodo
6. Finale

- durée d'exécution: 20 minutes

## Instrumentation
| Instrumentation de la Suite de danses |
| Cordes |
| premiers violons, seconds violons, altos, violoncelles, contrebasses, 1 harpe |
| Bois |
| 2 flûtes les deux jouant du piccolo, 2 hautbois le deuxième jouant du cor anglais, 2 clarinettes en si bémol la deuxième jouant de la clarinette basse, 2 bassons le deuxième jouant du contrebasson |
| Cuivres |
| 4 cors en fa, 2 trompettes en si bémol, 2 trombones, 1 tuba |
| Percussions |
| timbales, percussions, piano (à quatre mains), célesta (jouant comme deuxième pianiste aussi) |

## Discographie
- Le New York Philharmonic dirigé par Pierre Boulez (1972, Sony).
- L'Orchestre symphonique de Chicago dirigé par Georg Solti (Decca).
- L'Orchestre royal du Concertgebouw dirigé par Bernard Haitink (Philips)
- L'Orchestre national de l'Opéra de Monte-Carlo dirigé par Bruno Maderna (Guilde internationale du disque).
- L'Orchestre symphonique de Chicago dirigé par Pierre Boulez (Deutsche Grammophon).
- L'Orchestre national de Lyon dirigé par David Robertson (2002, Harmonia Mundi).